# Сулейман
Сулейма́н (араб. سُلَيْمان‎; др.-евр. שְׁלֹמֹה‬ [Шломо́]) — исламский пророк, третий еврейский царь и правитель объединённого Израильского царства в период его наивысшего расцвета. Сын пророка Давуда (Давида), посланный к народу Бану Исраил. Отождествляется с библейским Соломоном. 

## Биография
Сулейман родился в столице Израильского царства — Иерусалиме. От своего отца, пророка Давуда он усвоил множество знаний и был избран Аллахом в пророки, причём ему была дана мистическая власть над всеми существами, включая джиннов. После смерти отца он стал иудейским царём. Его царство было огромным и на юге простиралось до Йемена. Сулейман достроил первый храм в Иерусалиме, начатый его отцом. Он так же был известен своей мудростью и справедливостью.
Известны контакты Сулеймана с Билкис (царицей Савской). Билкис была мудрой правительницей, но её народ поклонялся солнцу и луне. Сулейман пытался прекратить это, она же хотела задобрить пророка подарками, что привело только к тому, что он в гневе послал в её страну огромную армию. Находясь в походе, он разговаривал с муравьями и птицами.
Вскоре он пожалел народ Билкис и решил не причинять им вреда. Когда царица Билкис пришла на переговоры, некий ифрит из джинов пророка в одно мгновение перенёс к пророку один из тронов царицы, который она узнала. Удивлённая мудростью и могуществом пророка, Билкис вышла за него замуж.
Он прожил 80 лет, но после его смерти царство распалось.

## Хадисы о пророке Сулеймане
- Передают со слов Абу Хурайры, что он слышал, как пророк Мухаммад сказал: «Были две женщины со своими сыновьями (как вдруг) прибежал волк, унёс сына одной из них, и она сказала своей подруге: „Волк унёс твоего сына!“ Другая (женщина) сказала: „Нет, это был твой сын!“, — и тогда они обратились на суд к Дауду, да благословит его Аллах и да приветствует, который вынес решение (отдать) его старшей. А потом они пошли к Сулейману, сыну Дауда, да благословит его Аллах и да приветствует, и рассказали ему (обо всём), а он сказал: „Принесите мне нож, и я разделю его между ними“. Тогда младшая воскликнула: „Не делай этого, да помилует тебя Аллах, это её сын!“, — после чего он вынес решение отдать его младшей»[2].
- Передают со слов Абу Хурайры, что однажды пророк Мухаммад (да благословит его Аллах и да приветствует) сказал: «Поистине, вчера ко мне явился дух из числа джиннов /или же он сказал что-то подобное/, чтобы прервать мою молитву, но Аллах помог мне справиться с ним. (Сначала) я хотел привязать его к одному из столбов мечети, чтобы утром все вы посмотрели на него, но (потом) вспомнил слова моего брата Сулеймана (который сказал): „Господь мой! Прости меня и даруй мне (такую) власть, которой после меня не будет обладать уже никто[3]“»[4].

## Сулейман в Коране
- Оценки Сулеймана: аяты 6:84, 27:15-44 21:81,82, 34:12,13, 38:30-40;
- Проповеди Сулеймана: 4:163, 27:25, 27:31, 27:44;
- Суд Сулеймана: 21:78, 79;
- Испытание Сулеймана: 38:32-34;
- Сулейман и Билькис: 27:28-44;
- Царство Саба: 27:23, 34:15-18;
- Смерть Сулеймана: 34:14;